# Perry Freshwater
Pour les articles homonymes, voir Freshwater.

a Compétitions nationales et continentales officielles uniquement.

b Matchs officiels uniquement.
Dernière mise à jour le 11 avril 2022.
Perry Thomas Freshwater, né le 27 juillet 1973 à Wellington (Nouvelle-Zélande), est un joueur de rugby à XV anglais. International anglais, il a évolué au poste de pilier au sein de l'effectif de Leicester Tigers et de l'USA Perpignan.
Il prend sa retraite à l'issue de la saison 2011-2012 du Top 14.

## Carrière

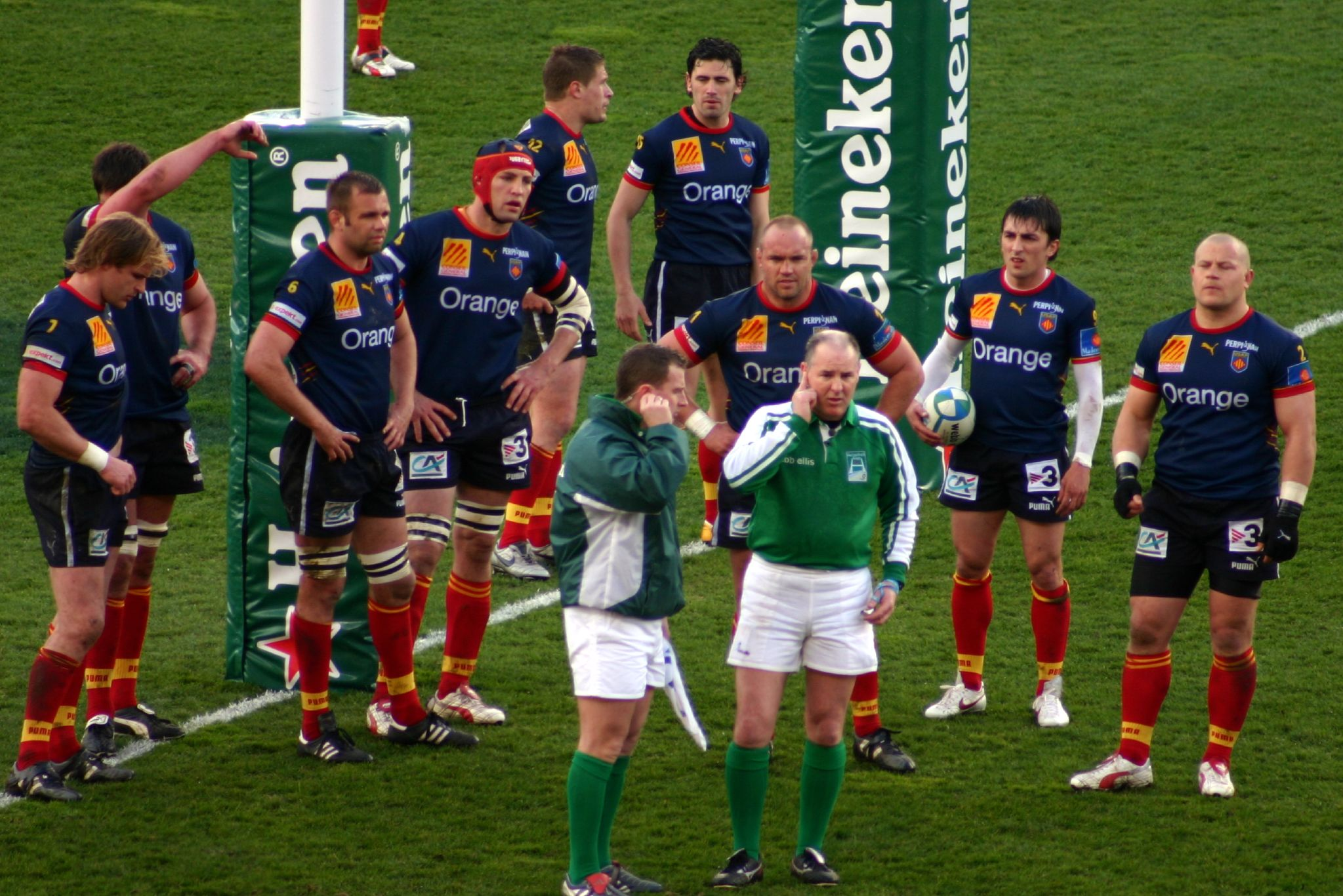
Freshwater (3e à droite) avec l'USAP lors d'un match de H Cup en avril 2006.

### En club
- 1996-2003 : Leicester Tigers  Angleterre
- 2003-2012 : USA Perpignan  France

### En équipe nationale
Il a honoré sa première cape internationale en équipe d'Angleterre le 26 novembre 2005 contre l'équipe des Samoa.

### Entraîneur
- 2014-2016 : Coordinateur sportif de l'USAP
- Depuis le 28 septembre 2016 : Entraîneur des avants de l'USAP

| Saison      | Club          | Division | Poste  | Classement                          | Coupe d'Europe | Challenge européen |
| ----------- | ------------- | -------- | ------ | ----------------------------------- | -------------- | ------------------ |
| 2016 - 2017 | USA Perpignan | Pro D2   | Avants | 6e                                  | -              | -                  |
| 2017 - 2018 | USA Perpignan | Pro D2   | Avants | Champion de France PRO D2           | -              | -                  |
| 2018 - 2019 | USA Perpignan | Top 14   | Avants | 14e                                 | -              | Éliminé en poule   |
| 2019 - 2020 | USA Perpignan | Pro D2   | Avants | 2e (arrêt du championnat)           | -              | -                  |
| 2020 - 2021 | USA Perpignan | Pro D2   | Avants | Champion de France PRO D2           | -              | -                  |
| 2021 - 2022 | USA Perpignan | Top 14   | Avants | 13e, vainqueur du match d'accession | -              | Éliminé en poule   |
| 2022 - 2023 | USA Perpignan | Top 14   | Avants |                                     | -              | Éliminé en poule   |

## Palmarès

### En club
Avec Leicester
- Championnat d’Angleterre : 
  - Champion (4) : 1999, 2000, 2001 et 2002
- Coupe d'Europe : 
  - Vainqueur (2) : 2001 et 2002
  - Finaliste (1) : 1997
- Coupe d'Angleterre : 
  - Vainqueur (1) : 1997
- Trophée des Champions :
  - Vainqueur (1) : 2002
  - Finaliste (1) : 2001

Avec l’USA Perpignan
- Championnat de France de rugby à XV : 
  - Champion (1) : 2009
  - Finaliste (2) : 2004 et 2010

### En équipe nationale
(À jour au 07.10.11)
- 10 sélections en équipe d'Angleterre depuis 2005
- Sélections par année : 1 en 2005, 3 en 2006, 6 en 2007
- Tournois des Six Nations disputés : 2006, 2007

En coupe du monde :
- 2007 : 2 sélections (Afrique du Sud, Samoa)

### Entraîneur
- Champion de France de Pro D2 en 2018 avec l'USA Perpignan

### Distinctions personnelles
- Nuit du rugby 2018 : Meilleur staff d'entraîneur de la Pro D2 (avec Christian Lanta et Patrick Arlettaz) pour la saison 2017-2018